# Mayara Moura
Pour les articles homonymes, voir Moura (homonymie).
Mayara Fier de Moura, née le 5 décembre 1986 à Arapongas au Brésil, est une handballeuse internationale brésilienne. 

## Palmarès

### En club
compétitions internationales
- vainqueur de la coupe Challenge en 2011 avec US Mios-Biganos
- vainqueur de la coupe d'Europe des vainqueurs de coupe en 2013 avec Hypo Niederösterreich [2]

compétitions nationales
- championne d'Autriche en 2013
- vainqueur de la coupe d'Autriche (ÖHB-Cup) en 2013

### En sélection
- 6e place aux Jeux olympiques de 2012 à Londres
- 5e place au championnat du monde en 2011 au Brésil[3]
- championne du monde en 2013 en Serbie[4]